# Iwan-Kupala-Tag

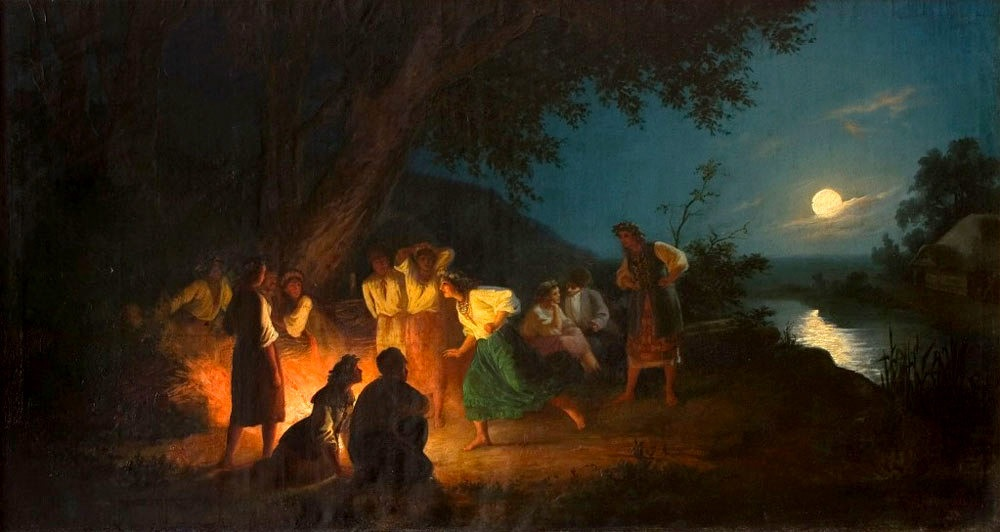
Henryk Siemiradzki: Nacht von Iwan Kupala

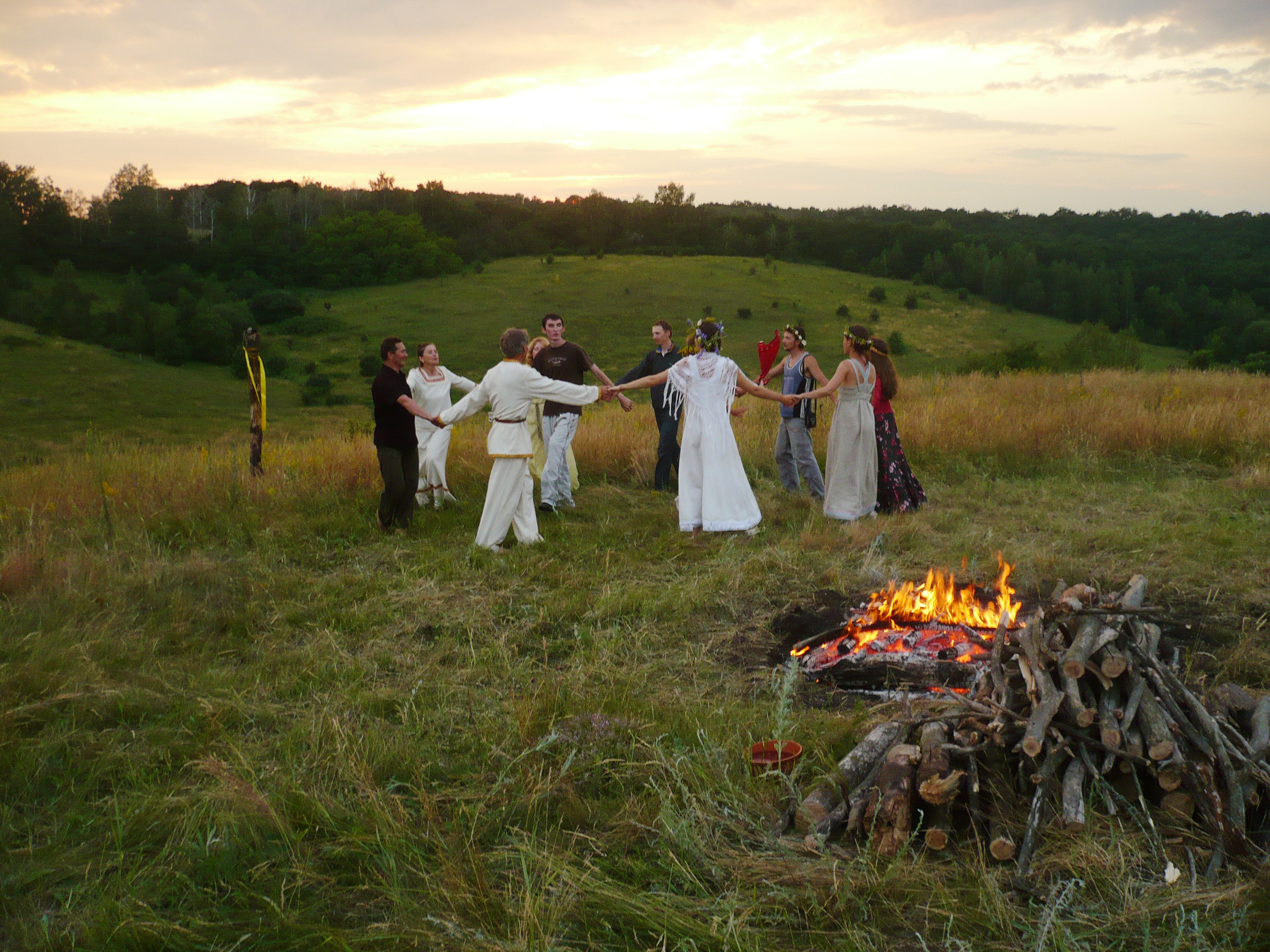
Kupala-Tag, Oblast Belgorod, Russland, 2011

Der Iwan-Kupala-Tag (russisch Иван-Купала; belarussisch Купалле; ukrainisch Івана Купала; polnisch Noc Kupały/Noc Iwana Kupały) ist in Russland, Belarus, Polen und der Ukraine das Fest der Sommersonnenwende. Nach dem Gregorianischen und dem Neojulianischen Kalender wird das Fest am Vorabend des 24. Juni, nach dem Julianischen Kalender am  7. Juli (Feiertag von Johannes dem Täufer) gefeiert. Iwan Kupala hat angeblich heidnische Wurzeln. Der Tag steht Korotschun, dem Fest der Wintersonnenwende, gegenüber.
Der Name des Festes leitet sich von dem slawischen Namen für Johannes und Baden/Taufen ab (Iwan Kupala = Johannes der Täufer), und nicht, wie fälschlicherweise angenommen, von einem slawischen Sonnen- und Lichtgott Kupala. Wissenschaftler nehmen an, dass Neu-Heiden den Gott Kupala erfunden haben, die Alt-Slawen kannten einen solchen Gott nicht.
Bis in die moderne Zeit ist die slawische Mittsommernacht als ein spektakuläres Fest bekannt. Viele Bräuche von Iwan Kupala sind mit dem Wasser, dem Feuer, den magischen Kräften von Pflanzen (insbesondere Tscherwona Ruta) und der Selbstreinigung verbunden. Es ist üblich, dass junge Frauen mit Kerzen bestückte Blumenkränze in Flüsse legen und die Zukunft danach vorhersagen, wohin sie treiben. Ein anderer Brauch ist das Springen junger Paare über ein Feuer.
Die Nacht von Iwan Kupala soll die einzige Zeit im Jahr sein, zu der Farne blühen. Wer am Iwan Kupala eine Farnblume findet, soll mithilfe der Blüte alle in der Erde verborgenen Schätze finden können. Deswegen suchten am Iwan Kupala viele Menschen in den Wäldern nach blühenden Farnen. In Nikolai Gogols Novelle Der Abend von Iwan Kupala findet ein junger Mann eine Farnblume, die ihm jedoch einen Fluch einbringt. Der Hexensabbat am Iwan Kupala inspirierte Modest Mussorgski zu seiner sinfonischen Dichtung Eine Nacht auf dem kahlen Berge.
In Polen wird das Fest als Noc Świętojańska (Sankt-Johannes-Nacht) am Fest des Heiligen Johannes des Täufers, 24. Juni gefeiert. Eine Kurzbezeichnung ist „Wianki“ (Kränzchen).